# 岩手県第2区
岩手県第2区（いわてけんだい2く）は、日本の衆議院議員総選挙における選挙区。1994年（平成6年）の公職選挙法改正で設置。本州最大面積の選挙区である。

## 区域

### 現在の区域
2017年（平成29年）公職選挙法改正以降の区域は以下のとおりである。2017年の区割変更により、山田町が再び2区に編入され、4区が廃止されたことに伴い、新たに遠野市・釜石市・大船渡市・陸前高田市・上閉伊郡・気仙郡が編入された一方、盛岡市玉山地区が2区から1区に移った。
- 宮古市
- 大船渡市
- 久慈市
- 遠野市
- 陸前高田市
- 釜石市
- 二戸市
- 八幡平市
- 滝沢市
- 岩手郡
- 気仙郡
- 上閉伊郡
- 下閉伊郡
- 九戸郡
- 二戸郡

面積は9,652平方kmで岩手県総面積の約63％を占め、青森県の面積よりも広く、東京都の面積の約3.2倍に相当する。

### 2013年から2017年までの区域
2013年（平成25年）公職選挙法改正から2017年の小選挙区改定までの区域は以下のとおりである。2013年の選挙区割り変更で山田町が2区から3区に移った。（旧区域2）
- 盛岡市（旧玉山村域）
- 宮古市
- 久慈市
- 二戸市
- 八幡平市
- 岩手郡
- 下閉伊郡
  - 岩泉町
  - 田野畑村
  - 普代村
- 九戸郡
- 二戸郡

### 2013年以前の区域
1994年（平成6年）公職選挙法改正から2013年の小選挙区改定までの区域は以下のとおりである。（旧区域1）
- 宮古市
- 久慈市
- 二戸市
- 岩手郡
- 下閉伊郡
- 九戸郡
- 二戸郡

## 歴史
中選挙区時代には鈴木善幸元首相（山田町出身）の地盤として知られ、第45回までは小沢王国・民主王国の岩手県で唯一、小選挙区で自民党の議員を選出している選挙区であった。
1996年以降、鈴木の息子で、党総務会長・環境相・五輪担当相・財務大臣など要職を歴任した鈴木俊一が4回連続で当選していた。しかし2009年は民主党への追い風を受けた新人の畑浩治が初当選した。県内4選挙区で民主党が議席を独占し、自民党候補の比例復活もなかったため、参議院の岩手県選挙区2議席とあわせて、岩手県は自民党空白区になった。
2012年は選挙区で鈴木が当選し、3年ぶりに岩手県選出の自民党議員が復活した（畑は比例復活）。また、1区・3区・4区の自民党候補も全員比例復活した。2014年も鈴木が当選し、畑は比例復活できずに落選した。
2017年では区域が変更され、畑は民進党の方針で、希望の党から出馬。共産党は候補を早くから擁立しておらず、当時現役の五輪相の鈴木と畑の一騎討ちとなった。結果鈴木が約31,000票の差をつけて勝利した。
自民党の政権復活後上記の各種要職を歴任し中央政界で活躍している鈴木はそれ以降も圧勝を続けているが、2021年では3区の藤原崇も選挙区当選し、初めて岩手県の小選挙区選出の自民議員が2人となった。
2024年は、自民党の政治資金パーティー裏金事件や、それ以前の統一教会（現在の世界平和統一家庭連合）との関係などをはじめとする数々の不祥事の影響などにより、岩手県を含め、全国的に支持率や得票率などが低下していたにもかかわらず、自民党公認の鈴木が圧勝するに至っている。

## 小選挙区選出議員
| 選挙名                 | 年                 | 当選者   | 党派       | 備考    |
| ---------------------- | ------------------ | -------- | ---------- | ------- |
| 第41回衆議院議員総選挙 | 1996年（平成8年）  | 鈴木俊一 | 自由民主党 | 旧区域1 |
| 第42回衆議院議員総選挙 | 2000年（平成12年） | 鈴木俊一 | 自由民主党 | 旧区域1 |
| 第43回衆議院議員総選挙 | 2003年（平成15年） | 鈴木俊一 | 自由民主党 | 旧区域1 |
| 第44回衆議院議員総選挙 | 2005年（平成17年） | 鈴木俊一 | 自由民主党 | 旧区域1 |
| 第45回衆議院議員総選挙 | 2009年（平成21年） | 畑浩治   | 民主党     | 旧区域1 |
| 第46回衆議院議員総選挙 | 2012年（平成24年） | 鈴木俊一 | 自由民主党 | 旧区域1 |
| 第47回衆議院議員総選挙 | 2014年（平成26年） | 鈴木俊一 | 自由民主党 | 旧区域2 |
| 第48回衆議院議員総選挙 | 2017年（平成29年） | 鈴木俊一 | 自由民主党 | 現区域  |
| 第49回衆議院議員総選挙 | 2021年（令和3年）  | 鈴木俊一 | 自由民主党 | 現区域  |
| 第50回衆議院議員総選挙 | 2024年（令和6年）  | 鈴木俊一 | 自由民主党 | 現区域  |

## 選挙結果
時の内閣：第1次石破内閣 解散日：2024年10月9日 公示日：2024年10月15日
当日有権者数：34万9223人 最終投票率：55.14%（前回比：5.14%） （全国投票率：53.85%（2.08%））
| 当落 | 候補者名 | 年齢 | 所属党派   | 新旧 | 得票数    | 得票率 | 惜敗率 | 推薦・支持 | 重複 |
| ---- | -------- | ---- | ---------- | ---- | --------- | ------ | ------ | ---------- | ---- |
| 当   | 鈴木俊一 | 71   | 自由民主党 | 前   | 115,772票 | 62.08% | ――     | 公明党推薦 |      |
|      | 中村起子 | 57   | 立憲民主党 | 新   | 70,716票  | 37.92% | 61.08% |            | ○    |

- 大林は宮城4区かられいわ新選組公認で立候補したが落選。

時の内閣：第1次岸田内閣 解散日：2021年10月14日 公示日：2021年10月19日
当日有権者数：36万9709人 最終投票率：60.28%（前回比：0.67%） （全国投票率：55.93%（2.25%））
| 当落 | 候補者名 | 年齢 | 所属党派                             | 新旧 | 得票数    | 得票率 | 惜敗率 | 推薦・支持 | 重複 |
| ---- | -------- | ---- | ------------------------------------ | ---- | --------- | ------ | ------ | ---------- | ---- |
| 当   | 鈴木俊一 | 68   | 自由民主党                           | 前   | 149,168票 | 67.99% | ――     | 公明党推薦 | ○    |
|      | 大林正英 | 57   | 立憲民主党                           | 新   | 66,689票  | 30.40% | 44.71% |            | ○    |
|      | 荒川順子 | 68   | NHKと裁判してる党 弁護士法72条違反で | 新   | 3,548票   | 1.62%  | 2.38%  |            |      |

時の内閣：第3次安倍第3次改造内閣 解散日：2017年9月28日 公示日：2017年10月10日
当日有権者数：39万3200人 最終投票率：59.61%（前回比：4.85%） （全国投票率：53.68%（1.02%））
| 当落 | 候補者名 | 年齢 | 所属党派   | 新旧 | 得票数    | 得票率 | 惜敗率 | 推薦・支持 | 重複 |
| ---- | -------- | ---- | ---------- | ---- | --------- | ------ | ------ | ---------- | ---- |
| 当   | 鈴木俊一 | 64   | 自由民主党 | 前   | 129,884票 | 56.79% | ――     | 公明党     | ○    |
|      | 畑浩治   | 54   | 希望の党   | 元   | 98,842票  | 43.21% | 76.10% |            | ○    |

時の内閣：第2次安倍改造内閣 解散日：2014年11月21日 公示日：2014年12月2日
当日有権者数：27万3433人 最終投票率：54.76%（前回比：5.32%） （全国投票率：52.66%（6.66%））
| 当落 | 候補者名 | 年齢 | 所属党派   | 新旧 | 得票数   | 得票率 | 惜敗率 | 推薦・支持       | 重複 |
| ---- | -------- | ---- | ---------- | ---- | -------- | ------ | ------ | ---------------- | ---- |
| 当   | 鈴木俊一 | 61   | 自由民主党 | 前   | 73,661票 | 50.12% | ――     | 公明党、新党改革 | ○    |
|      | 畑浩治   | 51   | 生活の党   | 前   | 62,009票 | 42.19% | 84.18% |                  | ○    |
|      | 久保幸男 | 56   | 日本共産党 | 新   | 11,289票 | 7.68%  | 15.33% |                  |      |

時の内閣：野田第3次改造内閣 解散日：2012年11月16日 公示日：2012年12月4日
当日有権者数：29万2204人 最終投票率：60.08%（前回比：11.54%） （全国投票率：59.32%（9.96%））
| 当落 | 候補者名 | 年齢 | 所属党派     | 新旧 | 得票数   | 得票率 | 惜敗率 | 推薦・支持       | 重複 |
| ---- | -------- | ---- | ------------ | ---- | -------- | ------ | ------ | ---------------- | ---- |
| 当   | 鈴木俊一 | 59   | 自由民主党   | 元   | 96,523票 | 56.54% | ――     | 公明党、新党改革 | ○    |
| 比当 | 畑浩治   | 49   | 日本未来の党 | 前   | 63,695票 | 37.31% | 65.99% | 新党大地         | ○    |
|      | 久慈茂雄 | 64   | 日本共産党   | 新   | 10,491票 | 6.15%  | 10.87% |                  |      |

時の内閣：麻生内閣 解散日：2009年7月21日 公示日：2009年8月18日
当日有権者数：30万967人 最終投票率：71.62%（前回比：2.59%） （全国投票率：69.28%（1.77%））
| 当落 | 候補者名 | 年齢 | 所属党派   | 新旧 | 得票数    | 得票率 | 惜敗率 | 推薦・支持 | 重複 |
| ---- | -------- | ---- | ---------- | ---- | --------- | ------ | ------ | ---------- | ---- |
| 当   | 畑浩治   | 45   | 民主党     | 新   | 115,080票 | 54.22% | ――     |            | ○    |
|      | 鈴木俊一 | 56   | 自由民主党 | 前   | 94,566票  | 44.56% | 82.17% |            | ○    |
|      | 工藤哲子 | 46   | 幸福実現党 | 新   | 2,581票   | 1.22%  | 2.24%  |            |      |

時の内閣：第2次小泉改造内閣 解散日：2005年8月8日 公示日：2005年8月30日
当日有権者数：31万810人 最終投票率：69.03%（前回比：3.92%） （全国投票率：67.51%（7.65%））
| 当落 | 候補者名 | 年齢 | 所属党派   | 新旧 | 得票数    | 得票率 | 惜敗率 | 推薦・支持 | 重複 |
| ---- | -------- | ---- | ---------- | ---- | --------- | ------ | ------ | ---------- | ---- |
| 当   | 鈴木俊一 | 52   | 自由民主党 | 前   | 116,448票 | 55.31% | ――     |            | ○    |
|      | 畑浩治   | 41   | 民主党     | 新   | 94,095票  | 44.69% | 80.80% |            | ○    |

時の内閣：第1次小泉第2次改造内閣 解散日：2003年10月10日 公示日：2003年10月28日
当日有権者数：31万3323人 最終投票率：65.11% （全国投票率：59.86%（2.63%））
| 当落 | 候補者名   | 年齢 | 所属党派   | 新旧 | 得票数    | 得票率 | 惜敗率 | 推薦・支持 | 重複 |
| ---- | ---------- | ---- | ---------- | ---- | --------- | ------ | ------ | ---------- | ---- |
| 当   | 鈴木俊一   | 50   | 自由民主党 | 前   | 116,854票 | 58.43% | ――     |            | ○    |
|      | 工藤堅太郎 | 61   | 民主党     | 前   | 72,599票  | 36.30% | 62.13% |            | ○    |
|      | 久保幸男   | 45   | 日本共産党 | 新   | 10,532票  | 5.27%  | 9.01%  |            |      |

- 工藤は第20回参議院議員通常選挙に比例区から立候補し、当選。

時の内閣：第1次森内閣 解散日：2000年6月2日 公示日：2000年6月13日 （全国投票率：62.49%（2.84%））
| 当落 | 候補者名   | 年齢 | 所属党派   | 新旧 | 得票数    | 得票率 | 惜敗率 | 推薦・支持 | 重複 |
| ---- | ---------- | ---- | ---------- | ---- | --------- | ------ | ------ | ---------- | ---- |
| 当   | 鈴木俊一   | 47   | 自由民主党 | 前   | 119,022票 | 58.68% | ――     |            | ○    |
| 比当 | 工藤堅太郎 | 57   | 自由党     | 元   | 53,743票  | 26.50% | 45.15% |            | ○    |
|      | 八田通孝   | 44   | 社会民主党 | 新   | 19,567票  | 9.65%  | 16.44% |            | ○    |
|      | 西山剛     | 47   | 日本共産党 | 新   | 10,493票  | 5.17%  | 8.82%  |            |      |

時の内閣：第1次橋本内閣 解散日：1996年9月27日 公示日：1996年10月8日 （全国投票率：59.65%（8.11%））
| 当落 | 候補者名   | 年齢 | 所属党派   | 新旧 | 得票数   | 得票率 | 惜敗率 | 推薦・支持 | 重複 |
| ---- | ---------- | ---- | ---------- | ---- | -------- | ------ | ------ | ---------- | ---- |
| 当   | 鈴木俊一   | 43   | 自由民主党 | 前   | 95,913票 | 47.58% | ――     |            | ○    |
|      | 工藤堅太郎 | 54   | 新進党     | 前   | 83,038票 | 41.20% | 86.58% |            |      |
|      | 佐藤謙一   | 51   | 社会民主党 | 新   | 12,081票 | 5.99%  | 12.60% |            | ○    |
|      | 久慈裕子   | 46   | 日本共産党 | 新   | 10,533票 | 5.23%  | 10.98% |            |      |